# 前田利長
前田 利長（まえだ としなが）は、安土桃山時代から江戸時代初期にかけての武将、大名。加賀前田家2代。加賀藩初代藩主。初名は利勝。

## 生涯

### 出生から織田政権期
永禄5年（1562年）1月12日、前田利家の長男として尾張国愛知郡荒子城（現・愛知県名古屋市中川区）に生まれる。母はまつ（芳春院）。幼名は犬千代、初名は利勝。
初めは安土城で織田信長に仕えた。
天正9年（1581年）8月、父・利家が能登国に転封すると、父の旧領である越前国府中3万3千石余を与えられ、越前府中城に住んだ。同年、信長の娘・永姫と結婚する。
天正10年（1582年）、本能寺の変の際は、永姫とともに上洛中の近江国瀬田（現在の滋賀県大津市東部）で聞き、当時7歳の永姫を前田の本領・尾張国荒子へ逃がし、自身は織田信雄の軍に加わったとも、蒲生賢秀と合流して日野城に立て籠もったともいわれる。
信長死後は父・利家と共に柴田勝家に与する。

### 豊臣政権期
天正11年（1583年）、賤ヶ岳の戦いにも参加し、戦後は父と共に越前府中城へ撤退する。父が羽柴秀吉に恭順し、秀吉と共に勝家の本拠・北ノ庄城を攻める折り、秀吉は利長の母のまつに「孫四郎は置いていく」と利長を残しておこうとしたが、まつはそれを断り、利長を従軍させた。利長はわずか2騎の供回りで北ノ庄城攻めに加わったと伝わる。
勝家の自刃後は秀吉に仕え、同年4月、加賀国石川郡のうち、松任4万石を与えられた。
天正13年（1585年）、秀吉により佐々成政が支配していた越中国が制圧される。同年、同国射水郡・砺波郡・婦負郡を与えられ、守山城に入った。父・利家の監督下にはあったものの、独立大名としての格式が認められた利長は父とは独立した家臣団を編成していた。
秀吉による九州平定に際して、父・利家は京都の留守を預かり、利長は兵3000人を率いて九州に出陣した。蒲生氏郷と共に岩石城を落とす活躍をしている。小田原征伐などにも従軍し、各地を転戦して功績を立てた。
天正16年（1588年）、豊臣姓を下賜された。
文禄4年（1595年）には越中の残る新川郡も加増、重臣の青山吉次が上杉家の越中衆（土肥政繁・柿崎憲家）から天神山城や宮崎城を受け取る。
慶長2年（1597年）、それまでの居城である守山城から富山城に移った。同3年（1598年）4月20日、利家から家督を譲られた。

### 利家死後

富山県高岡市の高岡古城公園にある前田利長の騎馬銅像

父の利家は豊臣政権において、五大老の一人として徳川家康に対抗する位置にあった。
慶長4年（1599年）閏3月3日、利家が病死する。その跡を継ぎ五大老の一人（及び豊臣秀頼の傅役）となる。その翌日に五奉行の一人石田三成が襲撃されるなど党派抗争が始まり、前田氏は対徳川の急先鋒的立場に立たされる。
同年8月、利家の遺言では3年は上方を離れるなとあったにもかかわらず、家康の勧めにより金沢へ帰国した（『三壺記』）。
翌月、増田長盛などが利長・浅野長政らの異心を家康に密告する。この時期、前田氏を屈服させようとする家康の謀略があったと考えられており、家康は強権を発動して加賀征伐を献言する。
この家康による加賀征伐に対し、前田家は交戦派と回避派の二つに分かれ、初め交戦派であった利長は細川氏、宇喜多氏を通じて豊臣家に対徳川の救援を求めた。しかし豊臣家がこれを断ったため、実母の芳春院（まつ）の説得もあり、重臣の横山長知を弁明に3度派遣し、芳春院を人質として江戸の家康に差し出すこと、養嗣子・利常と家康の孫娘・珠姫（徳川秀忠娘）を結婚させることなどを約して交戦を回避した（慶長の危機）。この際に浅野長政・浅野幸長・大野治長などが連座している。
なお、近年の研究においては、徳川家康の加賀征伐計画そのものが当時の「風聞」の範疇に過ぎないという見方も存在している。大西泰正は利長は当初より徳川と協調して領国を保全する立場で、秀頼の傅役の職務放棄と加賀への帰国もその一環であったが、9月に家康が大坂城入りして事実上の専権が確立されたことで両者にわだかまりが生じ、利長も徳川に従うか否かの政治的判断を迫られたとしている。また、この時期に松平信吉を利長の養子に迎える構想もあったと言われている。
この過程で問題の解決に奔走したのは重臣の横山長知であった。横山は越前府中時代の利長に召し抱えられた直臣で利長が前田家の家督を継いだ後も腹心として活躍したが、加賀前田家の初代である利長の父・利家とは一度も直接の主従関係を持ったことがなかった（これは利家の遺物分配の名簿に横山の名前がないことからも裏付けられる）。これに対して、利長の弟である前田利政や利家以来の宿老であった村井長頼・奥村永福は利長や横山の方針に不満を抱き、徳山則秀のように出奔する者まで現れた。また、片山延高は自分の死後に謀反する恐れありとする利家の遺言によって暗殺された。さらに能登の旧国主であった畠山氏の旧臣出身の長連龍は織田信長から鹿島郡半郡を安堵されて以来、前田家の指揮下にあったとは言え与力大名としての性格を持ち続けて、前田家の家臣でありながら独自の領国支配を続けていた。こうした多彩な出自を持つ家臣団の統制に利長は苦心することになる。

### 関ヶ原の戦い
慶長5年（1600年）、利長は金沢を出陣するが、この金沢出陣についてはその解釈が二説あり、上杉征伐に出陣する際に背後の丹羽長重を討とうとしたとする説、石田方の挙兵に対抗するための出陣とする説である。
いずれにせよ、家康出陣中に石田三成らが五大老の一人・毛利輝元を擁立して挙兵すると、利長は大聖寺城（石川県加賀市）を攻略し、越前国まで平定。金沢への帰路の8月8日には小松城（石川県小松市）主・丹羽長重軍に背後を襲われ、からくも撃退した（浅井畷の戦い）。
9月11日、弟・利政の軍務放棄に悩まされながらも再び西上し、18日には長重と和議を結ぶ。
利政は西軍に妻子を人質を取られたと知り、秘かに妻子を取り戻してから兄と合流しようとしたものの、事態の急転によって遂に動くことが出来ずに仮病を使ったとみられているが、この戦いで戦功を挙げて母・芳春院の金沢帰還を期待していた利長の怒りは激しく、亡き利家が遺言にて利長に子が無い時は利政を後継にするように命じていたにもかかわらず、利長は家康に対して利政が西軍に加担したと訴え出たのである。

### 北陸三ヶ国120万石の太守
関ヶ原の戦い後、弟・利政の能登の七尾城22万5,000石と西加賀の小松領12万石と大聖寺領6万3,000石（加賀西部の能美郡・江沼郡・石川郡松任）が加領され、加賀・越中・能登の3ヶ国にまたがる日本最大の藩・加賀藩が成立した。利長は１反を300歩に改め領内の再検地と丹羽・山口遺臣の蜂起に備え刀狩りを実施、122万5千石の検地高を得たが幕府は認めず、119万2760石を前田家の朱印高とした。
豊臣政権下の大老格の家々であった宇喜多家・上杉家・毛利家が改易および減封により家格を落とす中（小早川家も後に断絶）、前田家は徳川氏以外で唯一公卿（武家清華）の家格を維持することが許された。この家格は江戸時代も継続されることとなる。
利長は、関ヶ原の戦いで敗れて薩摩国へ逃れていた宇喜多秀家の助命を家康に嘆願し、実現したと言われているが、実際に動いたのは母の芳春院であって、利長が助命に動いたことを示す史料は存在しない。利長は前田家領国を守ることを何よりも最優先にして利政・秀家の切り捨てを図り、その結果として120万石にも及ぶ大封を得たのが実像であったとみられている。

### 家臣団の亀裂
日本最大の大名になった利長は関ヶ原の戦いで所領を失った赤座直保・永原孝治父子や浮田休閑・内藤徳庵らを召し抱え、更に家康の重臣・本多正信の次男の本多政重に3万石を与えて召し抱えた。家臣団の拡大は家康への服従以来問題になっていた家臣同士の対立を深刻にした。
尾張以来の家臣を中心とする太田長知（ながとも）の一団（中川光重・篠原一孝・村井長次・奥村栄明・神尾之直ら）と、能登・加賀時代からの家臣を中心とする横山長知（ながちか）の一団（長連龍・高山長房・富田重政・山崎長徳・青山吉次ら）が対立し、利長は慶長6年（1601年）に19か条からなる定書を制定して喧嘩両成敗・徒党の禁止などを定めて家中の引き締めを図るが、結局は翌慶長7年（1602年）には利長自身が横山長知・山崎長徳に命じて、金沢城内で太田長知を暗殺させた。
その後、利長は横山長知・篠原一孝・奥村永福（栄明の父）の3人を筆頭家老として藩政を運営させ、利長が異母弟の利常に家督を譲った後は彼らに藩政を委ねさせた。永福の引退後は息子の栄明と本多政重を加えたが、横山は篠原一孝とも対立し、更に先の太田長知暗殺の功労を巡って山崎長徳とも対立する有様であった。慶長16年（1611年）に利長が一時病気で重篤になった際の遺言には特に「横山長知と神尾之直」「横山長知と山崎長徳」「高山長房と村井長次」の不仲は深刻であると述べて和解を求め、横山と山崎は横山の娘・せうを山崎の子・光式に嫁がせることで和解したものの他の和解は進まなかった。
慶長19年（1614年）1月、江戸幕府の命令で高山長房・浮田休閑・内藤徳庵らキリシタンの家臣が捕縛されて幕府に引き渡され、2月には横山長知が奥村栄頼（永福の三男で栄明の弟）に讒言されたことを憤慨して一族と共に剃髪致仕を申し入れると、利長や本多政重の説得にもかかわらず出奔してしまう。これを知った奥村栄頼は篠原一孝に対して利長の命令であるとして横山を討ち取るように指示するが、利長が横山を誅殺することはあり得ないと考えた篠原はむしろこれは奥村栄頼が自分を陥れる罠ではないかと疑って指示を拒絶している。
10月、横山長知は大坂の陣に出陣する途上の前田利常と越前国麻生津の陣にて会見してそのまま帰参したものの、長年の主君であった利長は既に5月にはこの世を去っていた。また、翌年には横山を陥れたとされた奥村栄頼が一族と共に出奔を試みたものの父・兄が応じず、誘われた本多政重も同調しなかったために1人で出奔している。家臣団の統制の問題は利長を最後まで苦しめ、次の利常へと引き継がれることになる。

### 致仕・晩年
慶長10年（1605年）、異母弟・利常（利家四男、初名は利光）を伴い上洛し、同年4月8日には従四位下侍従筑前守となり、松平姓を賜った。同月28日、致仕し、新川郡19万石を領した。利常はまだ13歳で藩政を十分に行うことができないため､その後見となり､実質的に藩政を指揮していた。
慶長14年（1609年）3月18日、富山城が焼失したため同年3月22日以降の一時期魚津城で生活した後、同年9月13日に射水郡関野に高岡城（高山右近の縄張と伝わる）を築き移った。城と城下町の整備に努めた。
一次史料では、慶長15年（1610年）3月27日付前田利長宛徳川秀忠書状で、腫物を患ったことが書かれている礼状が存在するので、この頃から病に倒れたと見られている。4月4日付で利長は秀忠宛に礼状をしたためているが、それより前に4月1日付で秀忠から再度の見舞い状が届けられている。秀忠からは越後国新発田藩主の溝口秀勝が利長の病状を確認するために派遣されている。また、秀忠の再度の見舞い状に対して、利長は4月9日付で返礼状をしたためている。4月10日付で大御所の徳川家康からも利長に宛てた見舞い状が届けられている。これに対して利長は4月18日に返礼状を出している。この時の病状は何とか収ったらしい。
しかし、慶長16年（1611年）に病気が再発。同年2月16日付山崎長徳宛書状で「この間はしゅもつさいほつ（腫物再発）にて」とあることから、少なくともこの頃には病気に倒れていたことがわかる。利長の病気は梅毒による腫れ物と見られている。
利長は、隠居領から10万石を本藩へ返納するなど自らの政治的存在感を薄くしていく。
慶長18年（1613年）には豊臣家より織田頼長が訪れ勧誘を受けるが、利長はこれを拒否した。なお、『前田家雑録』ではこの年から病気が悪化したとしている。
慶長19年（1614年）、病はますます重くなり京都隠棲、及び高岡城の破却などを幕府に願って許されるが、5月20日卯の刻に高岡城で病死。53歳。法名は聖山英賢瑞龍院。高岡に葬られ、のち利常が菩提寺として瑞龍寺（堂宇は1997年国宝指定）を整備した。
『慶長年録』によると、死因は唐瘡（梅毒）とされている。この死因については『当代記』にも似たような記事があるとされるが、ここでは5月10日が忌日になっている。
服毒自殺ともされる（『懐恵夜話』）。これについて『懐恵夜話』では「さて御身付御家来の内にても、宜しき者は皆々金沢へ御帰り遊ばされ、御自身毒を召し上がられ候て御他界なり」とあり、利長が服毒して死んだと記している。ただ、『懐恵夜話』は利長の死から105年が経過した享保4年（1719年）の成立で、史料として妥当であるかどうかが問題になる。
高岡市立博物館で肖像画等の関連資料を常設展示している。

## 祭祀
- 石川県金沢市野田町の野田山墓地
- 石川県七尾市小島町の休嶽山長齢寺
- 富山県高岡市大野の前田利長墓所
- 富山県高岡市関本町の高岡山瑞龍寺（菩提寺）
- 和歌山県高野町の高野山奥の院

## 肖像画
- 富山県魚津市教育委員会本（魚津高畠家旧蔵、魚津歴史民俗博物館蔵[33]）
- 長光寺本（複製が高岡市立博物館蔵）[5]
- 富山県高岡市金屋町共有本

なお、前田利長の肖像画（魚津歴史民俗博物館蔵）は、平資盛のものと伝えられている肖像画（赤間神宮蔵）に酷似している。

## 祭礼
- 1609年（慶長14年）、前田利長が高岡城を築城、高岡の町を開いたとき町の繁栄を図るため、1611年（慶長16年）に、金森弥右衛門ほか7名の鋳物師を礪波郡西部金屋村（現・高岡市戸出西金屋）から金屋町に移住させ、高岡銅器の礎をつくったことへの感謝と遺徳を忍び、毎年6月19、20日に行われる祭礼。利長の命日である6月20日（旧暦5月20日）には、前田利長墓所にて町内の小・中学生が、弥栄節（やがえふ）の奉納踊りを行っている[35]。

## 官職および位階等の履歴
※日付＝旧暦
- 天正9年（1581年） - 越前国府中城主となり3万3000石を領有する。
- 天正11年（1583年） - 加賀国松任城主となり、4万石を領有する。
- 天正13年（1585年）
  - 8月 - 越中国守山城主となり、32万石を領有する。
  - 9月11日 - 秀吉から羽柴の苗字を賜る[36]。
  - 11月 - 従五位下・肥前守に叙任。
- 天正14年（1586年） - 従四位下に昇叙し、侍従を兼任。能登一国を領有する。
- 天正16年（1588年） - 豊臣の姓を賜る[36]。
- 文禄2年（1593年）閏9月 - 左近衛権少将に転任。肥前守如元。
- 文禄4年（1595年）9月 - 左近衛権中将に転任。肥前守如元。
- 慶長2年（1597年）9月28日 - 参議[37]。
- 慶長3年（1598年）4月20日 - 従三位・権中納言[38]。利家の隠居で家督相続。
- 慶長4年（1599年）
  - 閏3月3日 - 利家が死去し、五大老に就任。
  - 12月20日 - 権中納言辞退[39]。
- 慶長6年（1601年） - 戦功による加増に伴い、約120万石を領有する。
- 慶長10年（1605年）6月28日 - 隠居。
- 死後 - 正二位・大納言追贈[29]。

## 系譜
- 父：前田利家（1539年 - 1599年）
- 母：芳春院（1547年 - 1617年） - 篠原一計の娘
- 正室：永姫（織田信長の四女、玉泉院）
- 側室：越中国射水郡二塚村（現・富山県高岡市二塚）の十村・大坪助左衛門の娘。
  - 長女：満姫（まんひめ、慶長10年（1605年） - 慶長16年2月21日（1611年4月4日））[注釈 9]
- 養子：前田利常 - 実弟

## 関連作品
- 『関ヶ原』 TBS、1981年、演：長谷川哲夫
- 『女たちの百万石』 日本テレビ、1988年、演：石坂浩二
- 『加賀百万石〜母と子の戦国サバイバル〜』 NHK、1999年、演：髙嶋政宏
- 『葵 徳川三代』 NHK大河ドラマ、2000年、演：長谷川初範
- 『利家とまつ〜加賀百万石物語〜』 NHK大河ドラマ、2002年、演：伊藤英明
- 『真田丸』 NHK大河ドラマ、2016年、演：萬雅之

## その他
- 利長くん - 前田利長をモチーフにデザインされた富山県高岡市のマスコットキャラクター[40][41]。
- とやま城郭カード - 富山県砺波市が発行するトレーディングカード。富山県内の城郭の遺跡を紹介するものだが、全100種のうち、No.95-100までの6種は富山ゆかりの武将カードとなっており、前田利長はNo.97に選ばれている[42][43]。